# اصحاب صفه

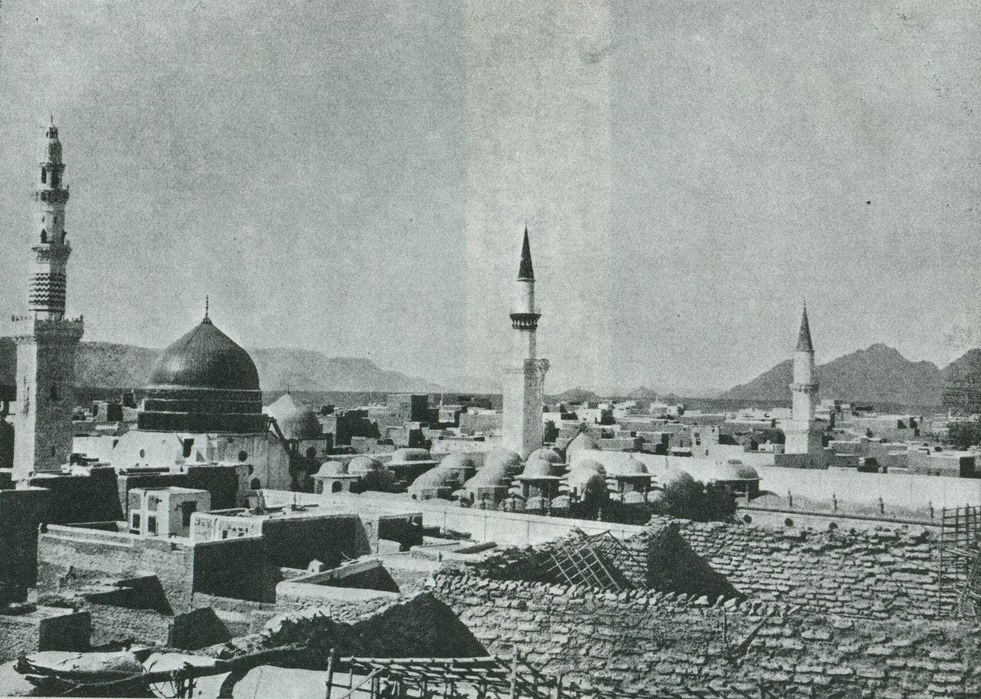
مسجدالنبی قدیم (۱۹۰۸)، مدینه

اصحاب صُفّه گروهی از مهاجرین و از یاران محمد پیامبر اسلام بودند که پس از هجرت به مدینه، به‌خاطر ازدست‌دادن یا رهاکردن خانه و اموال و جایگاه خود در مکه، با پذیرش فقر به عبادت و تعلیم و تعلم و جهاد روی آوردند. و چون خانه نداشتند محمد آنان را در قسمت شمالی مسجد پیامبر و در محلی مسقف و بزرگ ولی متصل به آن به نام «صُفّه»، به معنای سکو یا ایوان، زندگی می‌کردند، و به‌همین‌دلیل به اصحاب صفّه معروف شدند. تعداد آنان چهارصد نفر بوده‌است.

## حمایت محمد
محمد از اصحاب صفه بسیار حمایت می‌کرد و مقرری روزانه از درآمد عمومی بیت المال برای آن‌ها مقرر داشته روزانه به آن‌ها می دادند. محمد مسلمانان را به اکرام و در عین حال شناخت فضل و مراتب آنان تشویق می کرد. در پی حمایت محمد مشکلات مالی آنها به تدریج کاهش یافت و در جایی مناسب تر سکنی یافتند. البته گروهی از آنها با وجود تمکن نسبی دنیا را رها کرده و همچنان به عبادت و تعلیم و تعلم ادامه میدادند.

## وضعیت مالی
در روایات از فقر و تنگدستی اصحاب صفه بسیار گفته شده است تا آنجا که گفته شده از شدت فقر به خرمایی قانع بودند و یا از بی پوششی خود را گاه در ریگها پنهان می کردند.

## برخی از اصحاب صفه
برخی از صحابهٔ معروف محمد از این گروه بودند مانند ابوذر غفاری، سلمان، بلال بن رباح، وائله بن اسقع و ابوهریره.